# Dione (alga)
Dione (W.A. Nelson et al, 2005, segundo o sistema de classificação de Hwan Su Yoon et al, 2006) é o nome botânico de um gênero de algas vermelhas pluricelulares da família Bangiaceae.

## Sinonímia
- Dione Nelson, Farr & Broom, 2005

## Espécies
Apresenta uma única espécie:
- Dione arcuata W.A. Nelson, 2005